# École nationale supérieure d'architecture et de paysage de Bordeaux
 (septembre 2010).
L’école nationale supérieure d’architecture et de paysage de Bordeaux (ENSAPBx) dispense des formations conduisant au diplôme national d'architecte, ainsi qu'au diplôme d'État de paysagiste (DEP).
L’école a le statut d’établissement public à caractère administratif sous tutelle du ministère de la Culture. Elle est située à Talence, à proximité du domaine universitaire.

## Formation
En architecture, les études de l’école mènent au diplôme d’études en architecture (grade de licence) et au diplôme d’État d’architecte (grade de master). Il est également possible d’obtenir un doctorat en architecture ou l’habilitation à l’exercice de la maîtrise d’œuvre en son nom propre.
La formation paysage prépare aujourd’hui au diplôme d’État de paysagiste (DEP) conférant le grade de master.

## Historique

Ancien logo de l'école, avant janvier 2020

Ces paragraphes sont tirés du site Internet de l'école.

### Le cours d’architecture de l’école des Beaux-Arts de Bordeaux
L’ouverture d’un cours d’architecture, confié à Louis Labbé, architecte diocésain, en 1877, à l’école des Beaux-Arts de Bordeaux, constitue le point de départ de l’enseignement de l’architecture dans cette ville.
L’école des Beaux-Arts de Bordeaux est une école municipale indépendante jusqu’en 1889, date à laquelle la mairie installe l’école dans l’ancien couvent des dominicains, près de l’église Sainte-Croix. L’orientation générale des études vise à harmoniser l’enseignement des arts en France, afin de préparer les élèves à parfaire leur formation à l’ENSBA. L’objectif se limite alors à la préparation au concours d’entrée de l’école parisienne. Cette centralisation marque pendant des décennies le cours d’architecture de l’école des Beaux-Arts de Bordeaux, qui s’enrichit en 1884 d’un cours de construction et de sciences.
En 1867, le diplôme d’architecte est institué, mais l’État refuse de décentraliser l’enseignement ainsi que l’attribution du diplôme.
En 1905, l’État décide de créer sept écoles régionales, dont une à Bordeaux. On y dispense le même enseignement qu’à Paris, mais les concours et les diplômes, entrepris sous la direction du maître d’atelier local, sont envoyés par le train et jugés dans la capitale. Directeur et professeur seront désormais nommés par l’État. Deux villes, Nancy et Bordeaux, refusent ce statut qui enlève toute autonomie aux futures écoles régionales. Aussi, cinq écoles régionales seulement, sont elles officiellement créées en 1905.
Après le décès de Louis Labbé, en décembre de cette même année, le poste de professeur d’architecture de l’école régionale des Beaux-Arts et des arts décoratifs de Bordeaux est repris par Pierre Ferret (1877-1949), architecte bordelais majeur. Celui-ci s’avère plus favorable que son prédécesseur à la création d’une école en Aquitaine. Mais, malgré ses efforts répétés, la création de l’école régionale de Bordeaux ne sera actée au budget de la ville qu’en janvier 1928.

### L’école régionale de Bordeaux
Pierre Ferret cumule les fonctions de professeur chef d’atelier et de directeur des études. Claude Ferret (1907-1993) succède à son père en 1942. Il assumera cette tache jusqu’en 1977, s’imposant comme le patron, chef de file de l’école.
En mai 1968, l’école nationale des Beaux-Arts est dissoute et l’enseignement de l’architecture renaît sous la forme d’unités pédagogiques d’architecture.

### L’unité pédagogique de Bordeaux
L’école est contrainte de quitter ses locaux de l’École des Beaux-Arts. D’octobre 1968 à octobre 1972, les cours sont dispensés dans des baraquements provisoires inconfortables installés quai Sainte-Croix à Bordeaux. Claude Ferret affirme encore son autorité sur l’école par la construction des nouveaux locaux à Talence. Paradoxalement, à l’heure de la pluridisciplinarité issue de mai 68, Claude Ferret conçoit un plan éclaté qui favorise l’isolement des diverses disciplines et maintient l’autonomie de l’atelier comme expression architecturale de l’enseignement du Patron. Cette réalisation s’inscrit dans la double filiation du mouvement moderne et du fonctionnalisme, où Oscar Niemeyer fait toujours figure de référence. Celle-ci s’y fait même citation dans l’amphithéâtre en forme d’œil dont la parenté avec l’auditorium du lycée de Bello Horizonte au Brésil, construit en 1954-56 par Oscar Niemeyer, n’échappe à personne.

### De l’unité pédagogique à l’École d’architecture et de paysage
Avec le départ de Claude Ferret en 1977, un siècle d’enseignement de l’architecture s’est refermé à Bordeaux. Une nouvelle ère s’est ouverte avec l’arrivée de nouveaux chefs d’ateliers, dont l’un des plus remarqués fut Jacques Hondelatte (1942-2002), mais aussi avec ses nouveaux changements de tutelle et de réformes.
L’école s’est également enrichie de nouveaux bâtiments qui accusent l’éclatement du plan initial de Claude Ferret.
Mais la mutation la plus profonde de l’ancienne école régionale de Bordeaux, ces dernières années, ne fut pas la construction de ces nombreuses extensions qui répondent à l’évolution de la profession et de son enseignement, mais l’ouverture d’une seconde formation, celle du paysage. Depuis la rentrée 1991, l’école d’architecture de Bordeaux est devenue école d’architecture et de paysage de Bordeaux ; elle accueille chaque année une nouvelle promotion d’étudiants recrutés à bac+2 qui préparent en quatre ans un diplôme de paysagiste. Depuis son passage en LMD, l'établissement porte le nom d'école nationale supérieure d'architecture et de paysage de Bordeaux - ENSAP Bordeaux.

## Missions et activités
L'école nationale supérieure d'architecture et de paysage de Bordeaux effectue de la formation initiale, de la formation continue et de la formation permanente (pour les professionnels de l’architecture). Elle est dotée d'un département de la recherche et d'un conseil scientifique et est organisée autour de quatre unités de recherche. 

### Études d'architecture
La formation d’architecte est organisée en trois cycles :
- un premier cycle de trois ans menant au diplôme d’études en architecture, conférant grade de licence, cycle de découverte et d’acquisition des savoirs fondamentaux ;
- un deuxième cycle de deux ans délivrant le diplôme d’État d’architecte, conférant grade de master. Le 2e cycle est un cycle d’approfondissement qui offre à chacun la possibilité de se construire un parcours cohérent, ainsi qu’un cycle d’ouverture sur la diversité des pratiques professionnelles ;
- un troisième cycle conduisant au doctorat en architecture.

Les architectes diplômés d’État peuvent obtenir au sein de l’établissement, en liaison avec la profession, l’habilitation à l’exercice de la maîtrise d’œuvre en son nom propre.

### Formations spécialisées
L'école organise des Masters 2e année (bac +5) en partenariat avec l’Université depuis 1999, ouverts aux titulaires du diplôme d’architecte ou d’un bac+4 scientifique :
- MASTER 2 Sciences humaines et sociales, mention géographie et aménagement, spécialité stratégie et maîtrise d’ouvrage de projets d’urbanisme en cohabilitation avec l’Université Michel de Montaigne Bordeaux 3, dont le but est de former des professionnels de l’urbanisme opérationnel aptes à la conception d’un projet d’aménagement urbain, à sa mise en forme, à son montage juridique et financier, à sa conduite et à son suivi. Deux parcours au choix sont proposés :
  - Stratégie de territoire et projet d’urbanisme
  - Patrimoine urbain et projet
- Une nouvelle spécialité Paysage et évaluation environnementale dans les projets d’urbanisme et de territoires, est organisée depuis 2008. Cette spécialité vise à intégrer les préoccupations du paysage et de la prise en compte de l’environnement dans la culture de projet des urbanistes et apporter à des paysagistes une culture de l’urbanisme.
- MASTER 2 Sciences, technologies, santé mention Mécanique et ingénieries spécialité Génie civil, architecture et construction en cohabilitation avec l’Université Bordeaux1, propose le parcours : Ambiances et confort pour l’architecture et l’urbanisme.

### Relations Internationales
En Europe, l’ensapBx participe au programme Socrates-Erasmus avec 18 pays et 31 établissements. Hors Europe, elle développe des relations bilatérales ou trilatérales régulières avec 9 pays : Canada, Australie, Thaïlande, Japon, Chine, Chili, Argentine, Mexique, Maroc et 13 établissements. Chaque année, une centaine d’étudiants de l’école et des universités partenaires bénéficient des programmes d’échanges.

## Articles plus généraux